# جاسون باجادا
جاسون باجادا (بالإنجليزية: Jason Bajada)‏ هو مغني وكاتب غنائي وموسيقي ومغن مؤلف كندي بدأ مسيرته الفنية عام 2005.

## وصلات خارجية
- جاسون باجادا على موقع ميوزك برينز (الإنجليزية)
- جاسون باجادا على موقع أول ميوزيك (الإنجليزية)
- جاسون باجادا على موقع ديسكوغز (الإنجليزية)
- الموقع الإلكتروني